# Як впізнати своїх святих
Як впізнати своїх святих (англ. A Guide to Recognizing Your Saints) — американська кримінальна драма 2006 року.

## Сюжет
Гаряче розпечене літо в нью-йоркському районі Квінс. Кінець 80-х. Головний герой Діто зі своїм найкращим другом Антоніо живуть в бідному районі, веселяться, знайомляться з дівчатами. Друзі настільки близькі, що батько Діто вважає Антоніо своїм сином. Одного разу Діто свариться із сусідньою бандою, і тепер його життя в небезпеці. Рятуючи свого друга, Антоніо вбиває тих, хто полює за Діто і опиняється за ґратами на довгі роки. Відносини з батьком псуються. Той звинувачує Діто в тому, що сталося з його другом. Батько хотів, щоб його син був схожий на сильного і хороброго Антоніо. Через 20 років в квартирі Діто, що став відомим письменником лунає дзвінок від його матері. Вона повідомляє, що батько дуже хворий. Діто повертається в Квінс, де не був 20 років і зустрічається зі своєю юністю і Антоніо, який досі сидить у в'язниці.

## У ролях
| Актор                   | Роль            |
| ----------------------- | --------------- |
| Даян Віст               | Флорі           |
| Роберт Дауні (молодший) | Діто            |
| Шая Лабаф               | молодий Діто    |
| Розаріо Доусон          | Лорі            |
| Мелоні Діаз             | молода Лорі     |
| Чез Палмінтері          | Монті           |
| Джулія Гарро            | Діана           |
| Елеонора Хендрікс       | Дженні          |
| Адам Скарімболо         | Джузеппе        |
| Ерік Робертс            | Антоніо         |
| Ченнінг Тейтум          | молодий Антоніо |
| Скотт Майкл Кемпбелл    | Нерф            |
| Пітер Ентоні Тамбакіс   | молодий Нерф    |
| Джордж ДіЧенцо          | дядько Джордж   |